# Actephila collinsiae
Actephila collinsiae là một loài thực vật có hoa trong họ Diệp hạ châu. Loài này được Hunter ex Craib mô tả khoa học đầu tiên năm 1924.

## Hình ảnh

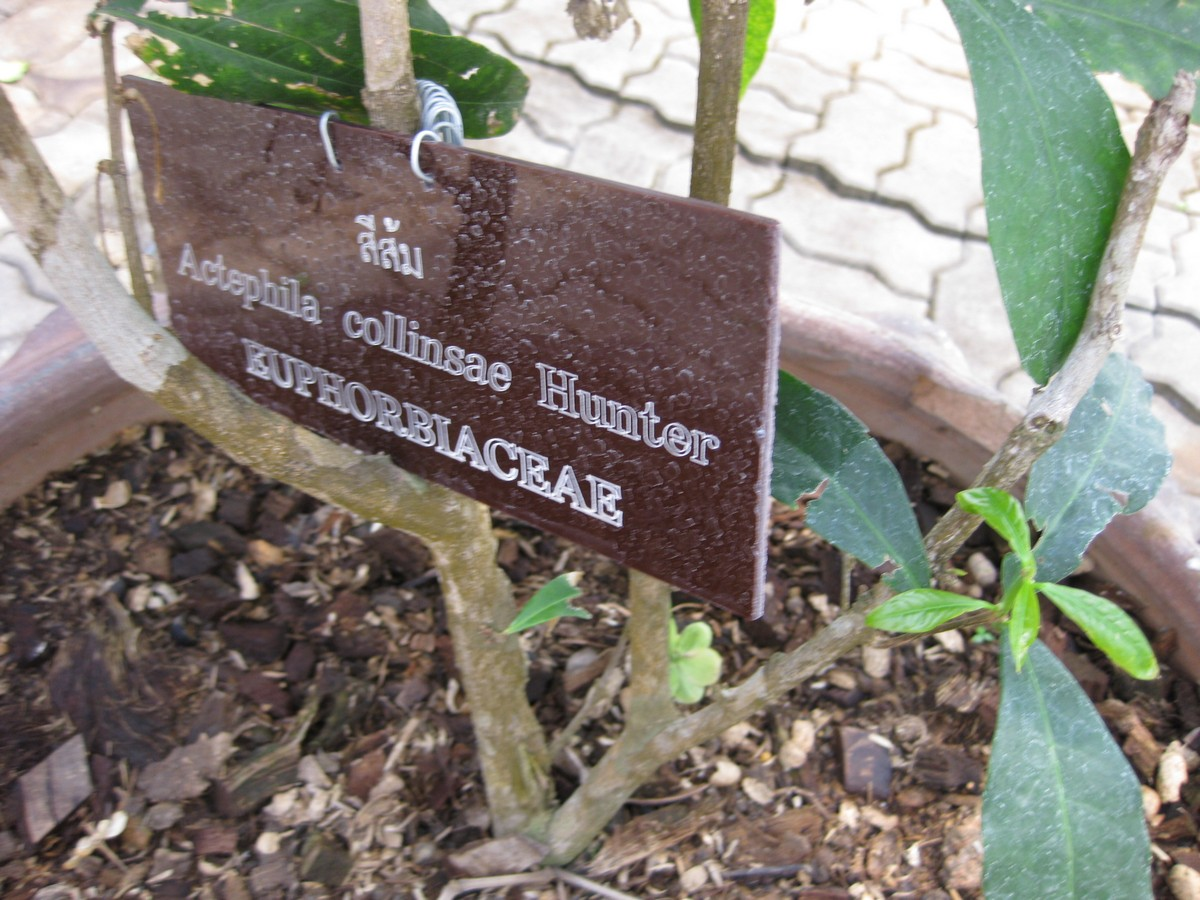
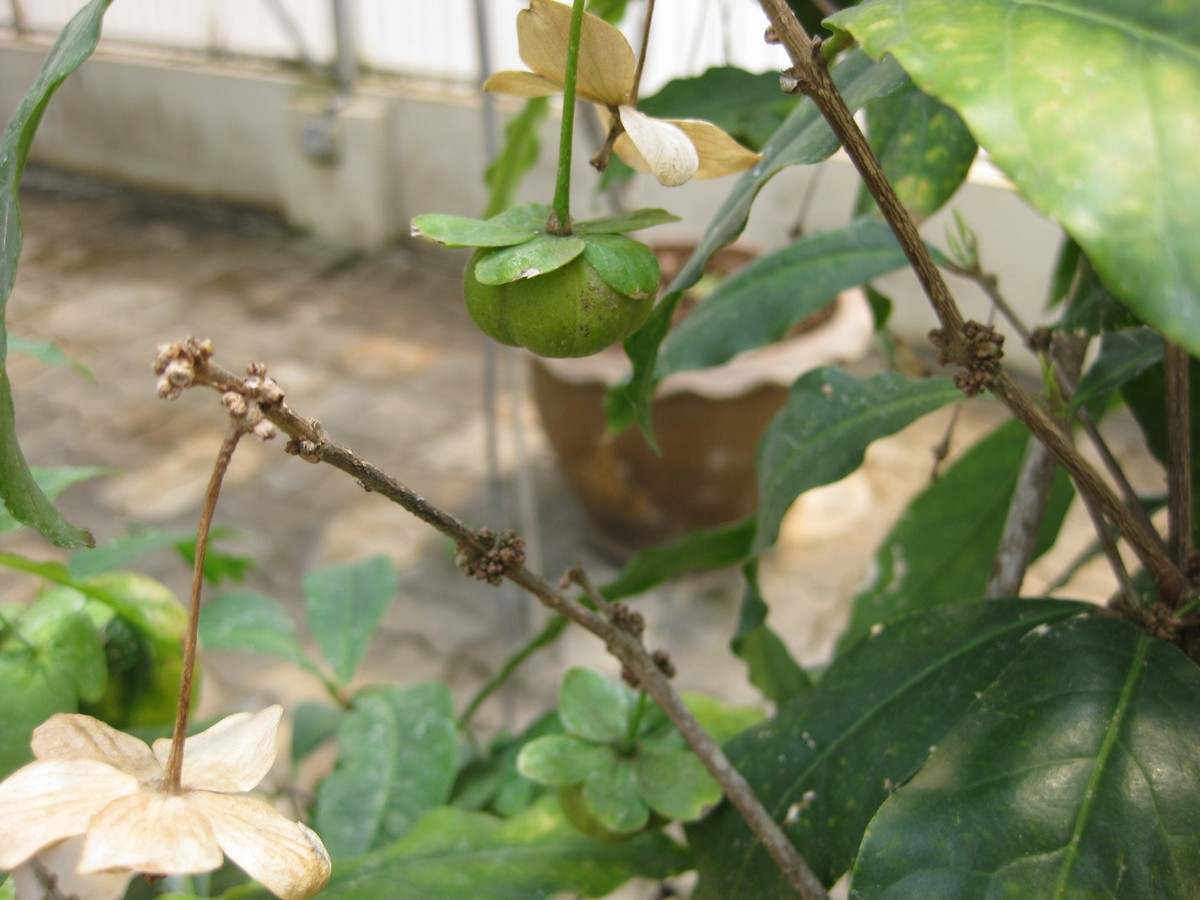
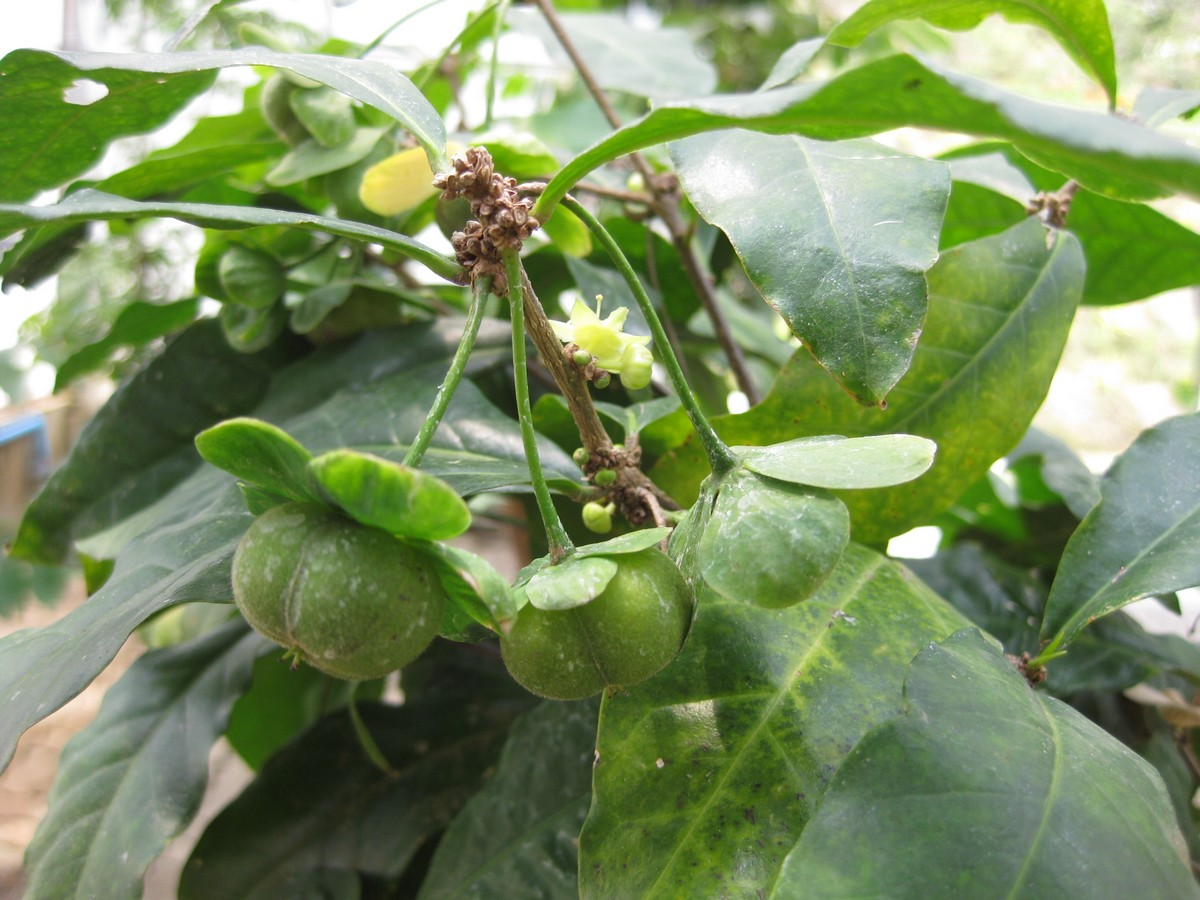
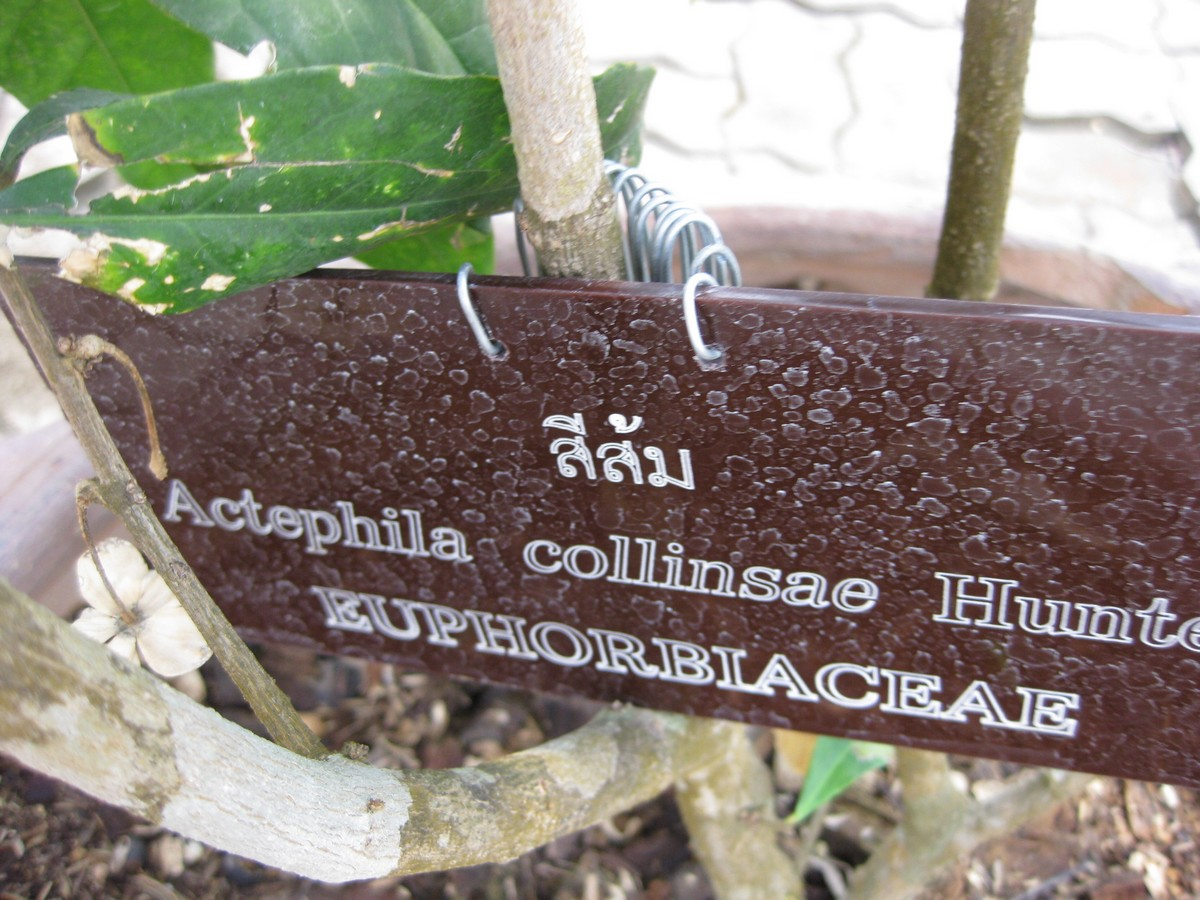